# 培根鎮區 (密蘇里州弗農縣)
培根鎮區（英語：Bacon Township）是位於美國密蘇里州弗農縣的一個行政鎮區。

## 地方資料
培根鎮區的面積為124.67平方千米，當中陸地面積為118.13平方千米，而水域面積為6.54平方千米。根據2020年美國人口普查的數據，當地共有人口614人，而人口密度為每平方千米4.93人。